# Eilema sanguicosta
Eilema sanguicosta là một loài bướm đêm thuộc phân họ Arctiinae, họ Erebidae.